# Eopirga
Eopirga is een geslacht van vlinders van de familie spinneruilen (Erebidae), uit de onderfamilie Lymantriinae.

## Soorten
- E. candida Hering, 1926
- E. heptasticta (Mabille, 1878)
- E. sanctamaria Griveaud, 1977